# Ennemis intérieurs
Ennemis intérieurs (engl.: Enemies Within) ist ein französischer Kurzfilm von Sélim Azzazi aus dem Jahr 2016. Ennemis intérieurs wurde 2017 für den Oscar für den Besten Kurzfilm nominiert.

## Handlung
In dem kammerspielartig angelegten Film will ein namentlich nicht näher benannter, von Hassam Ghancy gespielter, Mann aus Algerien Mitte der 1990er als französischer Staatsangehöriger anerkannt werden, während der algerische Bürgerkrieg tobt. Er wird von dem von Najib Oudghiri gespielten Beamten vernommen, der selbst algerischer Abkunft ist. Fast der gesamte Kurzfilm spielt in dem Verhörzimmer der Ausländerbehörde. Bei der Vernehmung wird der Mann mit einem möglichen früherem Kontakt mit einem mutmaßlichen algerischer Islamisten konfrontiert.

## Hintergrund
Die Behandlung des gebildeten und artikulierten Antragstellers in dem Kurzfilm war inspiriert von der Erfahrung von Sélim Azzazis Vater im Umgang mit französischen Behörden in den 1990ern.

## Veröffentlichung
Der Kurzfilm feierte seine Premiere am 5. Februar 2016 beim Festival du Court-Métrage de Clermont-Ferrand.

## Auszeichnungen
Filmfestivals: Im Februar 2016 wurde der Kurzfilm beim Festival du Court-Métrage de Clermont-Ferrand mit dem Publikumspreis ausgezeichnet. Bei den Vienna Independent Shorts im Mai 2016 wurde der Film mit dem Großen Preis der Jury bedacht. Beim Festival de Cine de Alcalá de Henares im November 2016 wurde Ennemis intérieurs mit dem Europäischen Filmpreis ausgezeichnet. Im Frühjahr 2017 wurde Ennemis intérieurs beim Newport Beach Film Festival als bester Kurzfilm ausgezeichnet.
Oscars: Ennemis intérieurs wurde von einigen als Favorit für den Kurzfilm-Oscar 2017 gehandelt. Als Grund hierfür wurde von Emily St. James genannt, dass der Kurzfilm das sehr zeitgenössische Problem des Zugangs für Einwanderer zum Westen behandle. Für NPR stellte Glen Weldon hierbei auf das wunderbare intime Schauspiel ab. Auch Charles Bright für Gold Derby hob die Schauspielkunst hervor und die Aktualität des Problems, äußerte aber, dass man das Gefühl habe, dass die Geschichte nicht vollständig erzählt worden sei. Ausgezeichnet wurde jedoch Jeder.